# Masterpeace
Masterpeace — шестой студийный альбом американской группы Metal Church, вышедший в 1999 году. К этому времени в группу вернулся Дэвид Уэйн, отсутствовавший со времён выхода альбома The Dark. Это последний диск группы с его участием. Также в записи приняли участие члены оригинального состава, с которым записывался ещё дебютный лонгплей ансамбля: бас-гитарист Дюк Эриксон и ударник Кирк Аррингтон. Последнему помогал также Джефф Уэйд, полностью заменивший Аррингтона в европейском турне Masterpeace Tour.

## Об альбоме
Впоследствии Курт Вандерхуф резко раскритиковал неудачную попытку реюниона, связанную с альбомом Masterpeace. В своём интервью британскому порталу eonmusic, он охарактеризовал этот период деятельности как «Disasterpeace». «Всё это было отличной идеей, — вспоминает Вандерхуф, — но когда мы попытались собраться вместе, это просто не сработало. Нас заставили и, клянусь, когда мы играли на Wacken с Дэвидом Уэйном, всё просто развалилось из-за того, что у нас были все оригинальные участники. Они буквально вынудили нас сделать это, и я сказал менеджменту и звукозаписывающей компании: „Послушайте, это плохая, очень плохая идея. Мы там сыграли, и мы выглядели отстойно, нет, ну в самом деле, это было ужасно“. Я сказал: „Да пошли вы. Я говорил, предупреждал их, что это будет ошибкой“». Вопрос о самом воссоединении лидер Metal Church прокомментировал следующим образом: «Ну, Дэвид Уэйн больше не мог петь — он был вечно обдолбан наркотиками или рецептурными лекарствами, а это уже совсем другое. С Джоном Маршаллом было весело играть, но Кирк не мог этого сделать из-за своего здоровья, и именно тогда мне пришлось разорвать отношения с Кирком. Он не мог играть, и он почти не играл на пластинке, и это заняло целую вечность, чтобы закончить запись. Это просто не сработало. Это было ужасное чувство. Мы провели тур, и это было ужасно. Мы всё ещё восстанавливаемся после этого». Подводя итог, Вандерхуф заключил: «Буквально — Masterpeace — это была эпоха, когда я решил, что никогда, никогда не буду делать этого снова».

## Реакция критики
Как и во время выхода альбома в свет, так и в ретроспективных рецензиях, мнения музыкальных критиков разделились. Одни рукоплескали долгожданному воссоединению музыкантов, создавших два первых, классических диска. Другие, напротив, не разделяли восторга коллег. Так шеф-редактор российского журнала Alive в октябре 1999 года поставил пластинке наивысшую оценку, отметив, что работа вполне достойна статуса «альбом номера». Журналист пишет: «Меня этот диск действительно потряс. Чертовски приятно слышать в конце 90-х группу, которая не потеряла своей энергии, жёсткости, донесла до нас атмосферу „золотого века“ металла 80-х, избежав при этом и современной альтерно-гадости, и не превратившись в самопародию». Особое внимание уделялось вкладу Дэвида Уэйна: «Уникальный тембр голоса — мощный, хрипловато-злобный и одновременно торжественный, проникновенно-грустный и в то же время динамичный, атакующий — что ни говори, а фронтмэн из категории харизматических». Мнения внутри редакции авторитетного немецкого ежемесячника Rock Hard отличались диаметрально противоположно. Маттиас Бреуш, признавая что уровень дебютника и The Dark остался недосягаем, нашёл музыкальное содержание альбома совершенно приемлемым. «Композиции Masterpeace живы и открывают новую главу в истории Metal Church, не копируя славного прошлого». В заключении Бреуш призывал читателей дать новому диску шанс. Вторая рецензия Rock Hard, опубликованная в том же номере 21 июля 1999 года, была более категорична в своих оценках. По мнению её автора, Франка Трояна, музыканты на Masterpeace устроили их собственные похороны. В альбоме «просто отсутствует тот решающий удар по заднице, который отличает плохую песню от хорошей». Критик был невысокого мнения о вокальных возможностях Уэйна, сделав вывод, что в первых альбомах американского квинтета, слабость вокала с лихвой компенсировалась качественным песенным материалом (на Metal Church) или растворялась в «божественном волшебном звуке Марка Додсона» (на The Dark), и что предыдущий фронмэн, Майк Хоу, «был и остаётся на вселенную лучше, чем Дэвид Уэйн». Резюме Трояна было безжалостно: «Masterpeace во многих отношениях является горьким разочарованием и граничит с оскорблением величия». К таким же неутешительным выводам пришёл и обозреватель канадского журнала Exclaim! Шон Палмерстон: «Masterpeace должен был стать возвращением этой некогда великой трэш-металлической группы. Напротив, это шедевр дерьма, который звучит так, как если бы он был записан группой с половиной таланта оригинальной Metal Church».
Столь же полярны в своих оценках и рецензенты XXI века. Стив Хьюи из американского ресурса AllMusic считает, хотя и пластинка не делает никаких стилистических открытий, — это «пауэр/спид-метал в классическом стиле, очень хорошо сделанный одной из лучших групп жанра». Марсель Рапп, редактор немецкого вебзина Powermetal.de, уже озаглавил свой обзор «Неподходящее название», где вокалист группы опять получил порцию критики за растерянную «жизненную силу и выразительность». Хотя всё же Рапп признал наличие разнообразия, идей и отличных мелодий в отдельных песнях альбома.

## Список композиций
Слова и музыка всех песен — Дэвид Уэйн и Курдт Вандерхуф, кроме отмеченных.
| №                   | Название                                     | Автор(ы)                 | Длительность |
| ------------------- | -------------------------------------------- | ------------------------ | ------------ |
| 1.                  | «Sleeps with Thunder»                        | Курдт Вандерхуф          | 6:00         |
| 2.                  | «Falldown»                                   |                          | 4:37         |
| 3.                  | «Into Dust»                                  |                          | 4:15         |
| 4.                  | «Kiss for the Dead»                          |                          | 6:49         |
| 5.                  | «Lb. of Cure»                                |                          | 4:31         |
| 6.                  | «Faster Than Life»                           |                          | 4:51         |
| 7.                  | «Masterpeace» (инструментальная композиция)  | Вандерхуф                | 1:54         |
| 8.                  | «All Your Sorrows»                           |                          | 5:39         |
| 9.                  | «They Signed in Blood»                       |                          | 7:27         |
| 10.                 | «Toys in the Attic» (кавер-версия Aerosmith) | Джо Перри, Стивен Тайлер | 3:12         |
| 11.                 | «Sand Kings»                                 |                          | 4:40         |
| Общая длительность: | Общая длительность:                          | Общая длительность:      | 54:42        |

## Участники записи
| Metal Church: - Дэвид Уэйн — вокал - Курдт Вандерхуф — ритм-гитара, меллотрон, продюсер, звукорежиссёр, сведение - Джон Маршалл — лид-гитара - Дюк Эриксон — бас-гитара - Кирк Аррингтон — ударные | Приглашённые музыканты: - Джефф Уэйд — ударные Технический персонал: - Марк Грир — продюсер, звукорежиссёр, сведение - Карл Велти — звукорежиссёр |

## Комментарии
1. ↑  Игра слов «masterpiece» (с англ. — «шедевр») и «disaster» (с англ. — «катастрофа»)
2. ↑  Британский продюсер и звукорежиссёр альбома 1986 года The Dark. После успеха с Metal Church, привлёк к себе внимание американских коллективов. В числе его последующих работ было несколько классических дисков с Anthrax и Suicidal Tendencies.
3. ↑  Отсылка к названию альбома, которое можно перевести как слово «шедевр», написанное с орфографической ошибкой или как игру слов «masterpiece» (с англ. — «шедевр») и «peace» (с англ. — «мир»). Варианты перевода: «шедевральный мир», «шедевральная вселенная».